# Municipio de Webster (Míchigan)
El municipio de Webster (en inglés: Webster Township) es un municipio ubicado en el condado de Washtenaw en el estado estadounidense de Míchigan. En el año 2010 tenía una población de 6784 habitantes y una densidad poblacional de 72,97 personas por km².

## Geografía
El municipio de Webster se encuentra ubicado en las coordenadas 42°22′36″N 83°51′30″O / 42.37667, -83.85833. Según la Oficina del Censo de los Estados Unidos, el municipio tiene una superficie total de 92.97 km², de la cual 90,88 km² corresponden a tierra firme y (2,24 %) 2,08 km² es agua.

## Demografía
Según el censo de 2010, había 6784 personas residiendo en el municipio de Webster. La densidad de población era de 72,97 hab./km². De los 6784 habitantes, el municipio de Webster estaba compuesto por el 96,12 % blancos, el 0,5 % eran afroamericanos, el 0,32 % eran amerindios, el 1,06 % eran asiáticos, el 0,37 % eran de otras razas y el 1,62 % eran de una mezcla de razas. Del total de la población el 1,86 % eran hispanos o latinos de cualquier raza.